# Весна Милојковић
Весна Милојковић (Ниш, 1. април 1967) српска је вајарка која је на ликовну сцену Србије  ступила крајем 1980-тих година. Као члан УЛУСА-а од 1991. године  Весна је излагала своја вајарска дела слике и графике на више самосталних и колективних изложбе у Србији, Хрватској и Северној Македонији.

## Живот и каријера
Рођена је у Нишу 1967. године, у коме је провела детињство и завршила основно и 1985. године средње школовање у Средњој уметничкој школи Ђорђе Крстић у Нишу. Дипломирала је вајарство на вајарском одсеку Факултета ликовних уметности Универзитета уметности у Београду 1991. године у класи проф. Славољуба Радојчића. На истом факултету завршила је магистарске студије 1994, године.
Члан је УЛУСА-а од 1991. године.
Живи и своја уметничка дела ствара  у Нишу.

## Ликовно стваралаштво
Весна Милојковић, која се у свом ликовном стваралаштву бави скулптурама, сликама и графикама, је према речима сликара  Александра Девића...
...уметница широких и разноврсних уметничких и животних интересовања. Са снажним и експресивним изразом и гестом, садржи и веома суптилно живо осећање нежности, стрепње и радости. Као и код свих великих мајстора, тешко је дефинисати почетак и крај стваралачког чина, као и границе које ће се и даље померати у стварању њених слика и скулптура. Опус њених слика и скулптура...су вајарска дела, иако на први поглед другачијег сензибилитета од њених слика,  извучени  део фрагмената археолошког материјала извучени из  ових нематеријалних дводимензионалних слика.  То је могуће захваљујући томе што је са скулптуралним осећањем за камен и тешке материјале ове представе отелотворила на платну и тако учинила да се њена снага преточи у чисти сензибилитет и радост живљења. Због тога су слике јаке и гурају гледаоца као лавина, дозивају га и подсећају да је свет сам по себи леп и мистериозан. С друге стране, скулптура је област у којој је ова уметница остварила виртуозност у погледу могућности и достигнућа. Тако поново имамо велики контраст и истовремено јединство у постигнутом крајњем резултату. Скулптуре, иако монохроматске, насликане попут Енгрових руку, а слике извајане попут Мурових органских облика.
- Скулптуре. слике и графике са Веснине самосталне изложбе у Салону 77 ГСЛУ Ниш, 2022.

### Самосталне изложбе
- 1991.  – Београд, Галерија Факултета ликовних уметности, „Прозирност и пут“
- 1992.  – Крагујевац, Народни музеј – Мали ликовни салон, „Инкарнација“
- 1993.  – Београд, Задужбина Илије Коларца, „У времену” 1993. Ниш, КПГТ, „Скулптуре”
- 1994.  – Београд, Галерија 73, „Скулптура 20. века”
- 1998.  – Ниш, Галерија савремене ликовне уметности - Салон 77, Изложба цртежа и скулптура
- 2001.  – Ниш, Галерија савремене ликовне уметности - Павиљон, „Оптимистички реализам”
- 2003.  – Крагујевац, Народни музеј – Модерна галерија, „Слике и скулптуре“
- 2005.  – Пирот, Галерија Чедомир Крстић „Скулптуре”
- 2005.  – Златибор, Галерија Чигота - „Град ноћу”
- 2007.  – Ниш, Галерија нишког културног центра „Скулптуре за слободно време”
- 2007.  – Зајечар, Народни музеј „Моћ освете”
- 2008.  – Параћин, Културни центар Параћин
- 2008.  – Краљево, Галерија „Владислав Маржик”
- 2008.  – Бор, Музеј рударства и металургије
- 2009.  – Ужице, Народни музеј „Кућа Јокановића“
- 2010.  – Ниш, Павиљон тврђаве
- 2010.  – Београд, Клуб Војске Србије
- 2011.  – Скопље, Македонија,  Друштво ликовних уметника Македоније,
- 2015.  – Ниш, галаериј Нишког културног центра  „Питам се шта је уметник хтео да каже“.[3]
- 2022.  – Ниш, Галерија савремене ликовне уметности - Салон 77, „Изложба скулптура,  цртежа и слика”.[4]

### Колоније и симпозијуми у Србији и иностранству
- 1988. – Летња школа резбарења, Марушићи, Хрватска
- 1989. – Мермер и звуци, Аранђеловац, Србија
- 1991. – Рајац, Љиг, Србија
- 1992. – Јошаница, Јагодина, Србија
- 1992. – Гитаријада, Зајечар, Србија
- 1993. – Јошаница, Јагодина, Србија
- 1995. – Грифон, Свилајнац, Србија
- 1998. – Грифон, Бојник, Србија
- 2000. – Грифон, Власотинце, Србија
- 2001. – Симпозијум камен, Прилеп, Македонија
- 2002. – Грифон, Ниш, Србија
- 2007. – Мирис дуње, Златибор, Србија
- 2007. – Бакар, Бор, Србија,[5]
- 2007. – Искуство без граница и година, Лом, Бугарска
- 2008. – Мирис дуње, Златибор, Србија
- 2009. – Ужице, Рибашевина, Србија
- 2009. – Међународни уметнички конгрес Левча, Јагодина, Србија
- 2010. – Путујући караван, Струга, Охрид, Македонија
- 2010. – Мирис дуње, Златибор, Србија
- 2011 – Ликовни караван, Струга, Охрид, Македонија
- 2011 – Зајечар, Гамзиград, Ромулијана

## Награде и признања
За њено ликовно стварлаштво додељене су јој следеће награде:
- 1989. - Награда ФЛУ за портрет у камену, Београд,
- 1990. - Награда ФЛУ из фонда Сретен Стојановић, Београд
- 1991. - Награда општине Савски венац за скулптуру у камену, Београд

Дела постављена у јавном простору:
- Београд, „Слика на глави“; – мермер
- Љиг, „Славковчанка” – гранит
- Прилеп, "Плакач" - мермер
- Златибор – „Мирис дуње“, „Молитва“ – дрво
- Ниш - клинички центар, гинекологија, "Седећа женска фигура" – гипс